# 绥德县
绥德县是中国陕西省榆林市所辖的一个县，位于陕西东北部，黄河西岸，无定河中下游，邻接山西省。区域总面积为1878平方公里，人口約26万人。

## 行政区划
绥德县下辖15个镇：
名州镇、薛家峁镇、崔家湾镇、定仙墕镇、枣林坪镇、义合镇、吉镇、薛家河镇、四十铺镇、石家湾镇、田庄镇、中角镇、张家砭镇、白家硷镇和满堂川镇。

## 人口
根据2020年第七次全国人口普查结果，绥德县常住人口为255294人，常住人口数在榆林市12个县级行政区中排第7位。 全县常住人口与2010年第六次全国人口普查的296088人相比，十年共减少40794人，下降13.78%，年平均增长率为-1.47%。

## 交通
- 210国道、 307国道过境。